# Jesu! tu äst wår salighet
Jesu! tu äst wår salighet är en psalm från reformationen och troligen översatt av Olaus Petri eller Laurentius Petri Nericius. Den ursprungliga latinska titeln Jesu nostra redemtio.

## Texter
| Latinsk text | 1697 års koralbok |
| --- | --- |
| Jesu, nostra redemptio, Amor et desiderium, Deus creator omnium, Homo in fine temporum. Quae te vicit clementia, Ut ferres nostra crimina, Crudelem mortem patiens Ut nos a morte tolleres! Inferni claustra penetrans, Tuos captivos redimens, Victor triumpho nobili Ad dextram Dei residens Ipsa te cogat pietas Ut mala nostra superes Parcendo et voti compotes Nos tuo vultu saties. Tu esto nostrum gaudium, Qui es futurus praemium, Sit nostra in te gloria, In sempiterna saecula. | 1. JEsu! tu äst wår salighet/ Alt wårt begär och kärlighet/ Tu/ som äst Gudh och skapare blijd/ Blefft Man i werldens sidsta tijd. 2. Barmhertighet tigh öfwerwann/ At tu tog bort wårt syndaband: Tu gaf tigh i then bittra dödh/ Och frälste oss af dödsens nödh. 3. Til Helwetet tu nedersteg/ En Seger-Herre wijste tigh; Foor sedan til titt Faders land/ Och sitter på Gudz högra hand. 4. Tin godhet och barmhertighet Haar oss then salighet betedt: Men wår förtienst thet eij förmå/ At wij the nåder skulle fåå. 5. Ty tackom wij tigh JEsu Christ/ Som hafwer oss then nådh bewijst: Lof/ prijs och tack i ewighet Ske tigh för tin barmhertighet. |

## Publicerad i
- Swenske Songer eller wisor 1536 med titeln Jesu tu est wor saligheet under rubriken "Jesu nostra redemptio".[3]
- Een liten Songbook under rubriken "De Ascensione Domine".[4]
- 1572 års psalmbok med titeln JEsu tu äst wår saligheet under rubriken "Om Christi himmelferd".[5]
- Göteborgspsalmboken med titelraden Jesu tu all wår Saligheet under rubriken "Om Christi Himmelsfärd".[6]
- 1695 års psalmbok som nr 175 under rubriken "Om Christi Himmelsfärd"